# گودردزی چوخیلی
گودردزی چوخیلی (گرجی: გოდერძი ჩოხელი؛ ۲ اکتبر ۱۹۵۴ – ۱۶ نوامبر ۲۰۰۷ (۵۳ ساله)) نویسنده، کارگردان و فیلمنامه نویس اهل کشور گرجستان بود.